# Ропчицько-Сендзішовський повіт
Ропчицько-Сендзішовський повіт (пол. powiat ropczycko-sędziszowski) — один з 21 земських повітів Підкарпатського воєводства Польщі. Утворений 1 січня 1999 року внаслідок адміністративної реформи.

## Загальні дані
Повіт знаходиться у східно-центральній частині воєводства.
Адміністративний центр — місто Ропчиці.
Станом на 1.01.2008 населення становить 71 303 осіб, площа 548,32 км².

## Демографія
Демографічні дані повіту станом на 30.06.2005:
|       | Всього | Всього | Жінки  | Жінки | Чоловіки | Чоловіки |
| ----- | ------ | ------ | ------ | ----- | -------- | -------- |
|       | осіб   | %      | осіб   | %     | осіб     | %        |
| Повіт | 71 125 | 100    | 35 936 | 50,5  | 35 189   | 49,5     |
| Міста | 22 183 | 100    | 11 307 | 51    | 10 876   | 49       |
| Села  | 48 942 | 100    | 24 629 | 50,3  | 24 313   | 49,7     |